# Alessandro Piva

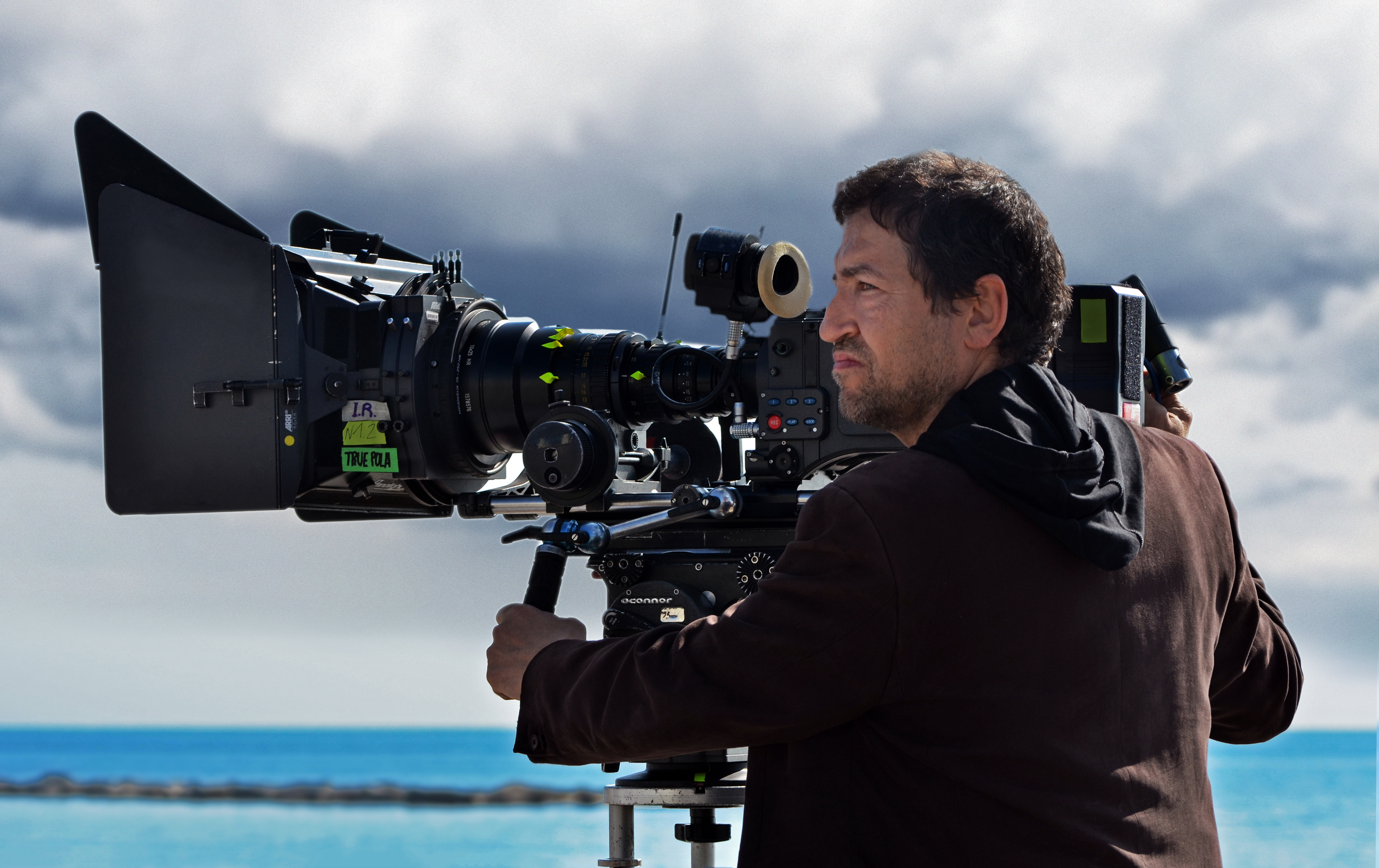
Alessandro Piva, 2013

Alessandro Piva (* 8. April 1966 in Salerno) ist ein italienischer Filmregisseur, Filmeditor, Drehbuchautor und Filmproduzent.

## Leben
Piva schloss 1990 das Studium des Filmschnitts am Centro Sperimentale di Cinematografia ab und arbeitete an Reportagen und Dokumentarfilmen (wie dem Bericht über Diksothekennächte, A che punto è la notte) sowie Radioformaten. Mit zwei Drehbüchern 1992 und 1993 gelangen ihm lobende Erwähnungen beim Premio Solinas. Nach einem Kurzfilm 1992, La strada che porta al muro del pianto und einer Episode zu dem 1996 entstandenen Film Uno più bravo di te legte er 1999 sein Debüt als Kinoregisseur vor; die Komödie LaCapaGira wurde mit vielen Preisen bedacht (u. a. mit einem David di Donatello und einem Silbernen Band) und von Kritikern wie Publikum gleichermaßen positiv aufgenommen. Der fünf Jahre später erschienene Mio cognato bestätigte Pivas Ruf als einer der interessantesten Regisseure des neuen Jahrtausends. 2010 hatte beim Filmfest Turin sein drittes Werk, Henry, Premiere.
Daneben arbeitete Piva auch für das Fernsehen, drehte Werbefilme und inszenierte 2007 erstmals eine Oper. 2011 legte er seine Dokumentararbeit Pasta Nera vor, in der er eine italienische Solidaritätsbewegung untersucht. 2019 gewann sein Dokumentarfilm Santa Subito auf dem Festa del Cinema di Roma den Publikumspreis (Premio del Pubblico BNL).

## Filmografie (Auswahl)
Regie
- 1999: LaCapaGira
- 2004: Mio cognato
- 2010: Henry
- 2019: Santa Subito

Schnitt
- 1991: Alta Marea – Die Flut (Alta marea)